# Satpura
Satpura (en anglès de vegades Satpuras, indicant plural) és una serralada de muntanya del centre de l'Índia. Inicialment el nom de Satpura només s'aplicava a les muntanyes que dividien la vall del Narmada de la vall del Tapti i volia dir "set plecs" (per les serres paral·leles que tenia) però modernament es va aplicar a les muntanyes entre el Gujarat i Chhattisgarh passant per Maharashtra i Madhya Pradesh, paral·leles a les muntanyes Vindhya. Estrictament les muntanyes Satpura són les que s'inicien a Amarkantak a Madhya Pradesh i es desenvolupen al sud del Narmada fins a arribar a la costa de Gujarat a la mar d'Arabia, durant prop de 1000 km. Les situades més a l'est s'anomenen Satpura Oriental.
Des de Amarkantak una serra exterior (Maikala) corre al sud-oest uns 150 km cap a les muntanyes Saletekri al districte de Balaghat, que és el punt culminant i segueix a l'oest, passant per la zona d'Asirgarh; després les muntanyes Rajpipla (Rajpipla Hills) separen la vall del Narmada de la vall del Tapti, i completen la serralada fins als Ghats Occidentals.
Els cims més alts o famosos són el Pachmarhi (1.094 metres), Chikalda (1.136 metres), Raigarh (682 metres) Khamla (1178 metres) i el Dhupgarh (1.381, el més alt). L'altura de 1000 a 1200 metres és habitual; l'altiplà de Turanmal (a Maharashtra), sepera els 1000 metres. L'altura mitjana és de 600 metres.
Antigament hi vivien tribus dravídiques que progressivament foren foragitades pels indis. Entre aquestes tribus els baiges, el gonds, els korkus i els bhils. Avançat el segle xix el ferrocarril va creuar les muntanyes passant a l'est d'Asirgarh, mentre la branca Bombai-Agra passava a l'oest.